# Serrat Roi (Montferrer i Castellbò)
El Serrat Roi és una serra situada entre els municipis de la Seu d'Urgell i de Montferrer i Castellbò a la comarca de l'Alt Urgell, amb una elevació màxima de 991 metres.